# Авеста
Вижте пояснителната страница за други значения на Авеста.
„Авеста“ е главната свещена книга на зороастризма.
Текстът е написан на авестийски език,който през първата половина на I хилядолетие пр.н.е. вече е бил мъртъв,но продължава да се използва и до наши дни,от зороастрийците.
Главните части на Авеста са:
- Ясна
- Висперад
- Вендидад
- Ящи (химни)